# دنيس ماكاي
دنيس ماكاي هو متحر وسياسي كندي، ولد في 1942. نشط حزبياً في BC United ‏.